# Ponte Sfondato
Ponte Sfondato is een plaats (frazione) in de Italiaanse gemeente Montopoli di Sabina.